# Guerra civil colombiana de 1876-1877
La guerra civil de 1876 a 1877, también conocida como la Guerra de las Escuelas; fue un conflicto interno de Colombia que tuvo un carácter político-religioso y fue la manifestación de los intereses del Partido Conservador Colombiano en oposición al Gobierno de la facción radical del Partido Liberal Colombiano.

## Antecedentes
Su origen fue el descontento de los conservadores por las medidas laicizantes adoptadas en la educación y por el espíritu abiertamente antirreligioso y anticlerical de los radicales. El Gobierno de turno habría invitado a una Misión Alemana para que transformara los métodos de enseñanza en las escuelas, hasta entonces controlados por la Iglesia católica. Esa iniciativa laicista fracasó cuando la Iglesia fue impulsando una resistencia de las facciones conservadoras, lo que terminaría despertando una vez más la violencia interpartidista, bloqueando el intento de secularizar la educación.

## La guerra

### El alzamiento
La guerra se inició por el alzamiento de los conservadores opuestos a las reformas del presidente liberal-radical Aquileo Parra, empezando en el Cauca y rápidamente seguido por los de Antioquia y Tolima. Al poco tiempo se vieron afectados también Santander, Cundinamarca y Boyacá. La guerra alcanzó pronto grandes dimensiones, por el número de efectivos y su mortandad tan elevada. En buena medida, esto se debió a dos motivos esenciales: el primero fue la lenta reacción del Gobierno central para acabar con las primeras revueltas cuando pudo, y el segundo el apoyo que dio la Iglesia católica a los rebeldes, lo que les permitió acrecentar sus filas, considerando al conflicto como una Guerra Santa.
Se debe tener en cuenta, que si bien, en la época existía un Ejército nacional y otros tantos regionales, los rebeldes solían preferir la guerra de guerrillas y, a veces, en una batalla el ejército era la unión momentánea de varios grupos guerrilleros 
En cuanto a la conformación de los ejércitos, si bien en la época el rango militar no correspondía tanto a la habilidad o entrenamiento militar sino a la posición económica y social, por lo que muchos comandantes desconocían o no tenían ninguna instrucción sobre asuntos militares además que muchos de los soldados no eran más que milicianos campesinos y no tropas profesionales.
Las primeras luchas se dieron por el control del Estado Soberano del Cauca entre dos ejércitos regulares, el rebelde conservador al mando del presidente del Estado de Tolima, general Joaquín María Córdova, y el gubernamental liberal del general Julián Trujillo. Inicialmente contaban con 7000 y 4000 hombres respectivamente, pero ante la insurrección el gobierno liberal estatal consiguieron movilizar 3000 reclutas rápidamente, principalmente en la capital estatal, Popayán.
La guerra se inició el 9 de julio de 1876 cuando los rebeldes antioqueños y tolimenses atacaron a las tropas en Tuluá. En respuesta a eso el presidente del Cauca, César Conto, declaró turbado el orden público en día doce. El 16 de julio 300-400 conservadores avanzaron contra Cartago, cerca de ahí, en el campo de El Calvario, fueron enfrentados por el general Ramón Perea con 150-200 hombres, tras horas de lucha los liberales agotaron sus municiones y huyeron. Tras apoderarse de la urbe los rebeldes nombraron como jefe a Sergio Arboleda e hicieron del lugar su cuartel general. A fines de mes todo el norte del Cauca estaba en manos de los insurrectos, en el centro y sur había combates continuos y operaban las primeras guerrillas conservadoras desde Popayán a la frontera con Ecuador.
Tras una inacción inicial el gobierno liberal empezó a enviar tropas, pertrechos, armas y municiones a sus tropas en las zonas alzadas. A esto se sumó la idea de nombrar a Julián Trujillo jefe de sus fuerzas en el Cauca, este de inmediato ocupó con dos mil hombres Buga (Tuluá) donde empezó a organizar el ejército con el que sometería a los rebeldes.
Por otro lado gran número de conservadores abandonaron Bogotá tras saberse de la rebelión, muchos de ellos se unieron a las guerrilleras que empezaron a pulular por el área circundante de la capital.
El 25 de julio Trujillo avanzó a Paso de la Torre, donde estableció su base de operaciones, en esperaba de refuerzos y la columna de Cárdenas. Al día siguiente 500 soldados del coronel Tomás Rengifo tomó Palmira, defendida por 900 rebeldes dirigidos por el general Francisco Madriñán. Con esto los gubernamentales controlaban el centro del Cauca, pudiendo lanzar ofensivas contra la zona norte. Además, para evitar una ofensiva rebelde contra la zona al oeste del río Magdalena se ordenó la reconquista de Tolima, labor encargada al general Daniel Delgado y 1100 hombres el 3 de agosto. Al mismo tiempo, dos batallones de la Guardia Nacional empezaron a avanzar desde la costa por el río Cauca al interior.
Ante esta múltiple ofensiva contra Cauca los conservadores de otros estados empezaron a sublevarse. Los presidentes Recaredo de Villa de Antioquia y Antonio Cuervo de Tolima se declararon en estado de guerra los días 8 y 13 de agosto, respectivamente. Parra declaró perturbado el orden público federal, ordenó aumentar el ejército a 30 000 plazas y la formación de una flotilla en el río Magdalena.
El ejército fue dividido en cuatro ejércitos de campaña: el del Sur, en el Cauca, al mando del general Julián Trujillo; el de Occidente, en Tolima y Antioquia, general Santos Acosta; el del Atlántico, en Magdalena, Bolívar y Panamá, general Fernando Ponce; y el de Reserva, en Boyacá, Cundinamarca y Santander, general Joaquín Reyes.

### Expansión de la guerra

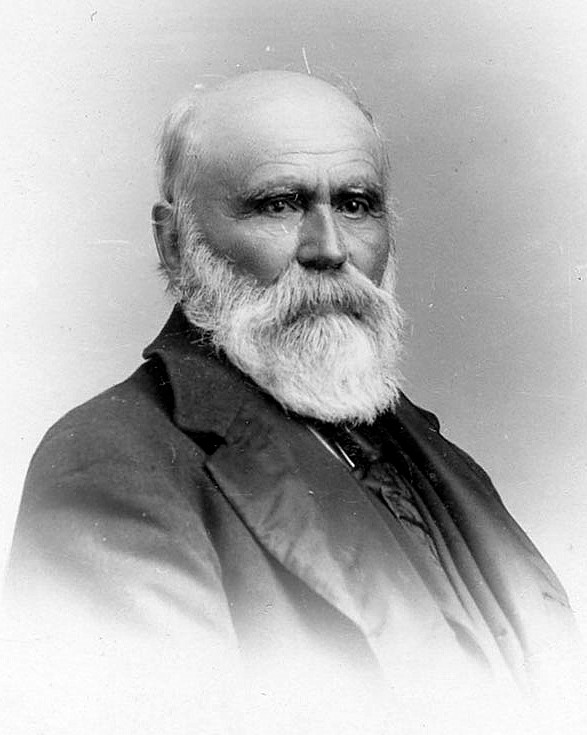
Presidente Aquileo Parra.

Pronto surgieron guerrillas,  como rebeldes o centralistas. En respuesta a esto el ejército federal o gubernamental organizó sus propias fuerzas irregulares que combatían paralelamente con sus tropas. Ambos bandos se caracterizaron por el chantaje de los campesinos y hacendados para financiar sus guerrillas.
En Cundinamarca operaban guerrillas centralistas: la de Guasca al mando de Manuel Briceño y Alejandro Posada a mediados de agosto contaba con 1500 miembros y la de El Mochuelo con 200 jinetes dirigidos por Juan Ardilla. El día 22 se reunieron en Guasca sus líderes para nombrar al doctor Roberto Sarmiento gobernador provisional de Cundinamarca y declarar como presidente nacional a Recaredo de Villa. La respuesta liberal no se hizo esperar, el general Acosta fue encargado de limpiar la Sabana de Bogotá de bastiones rebeldes.

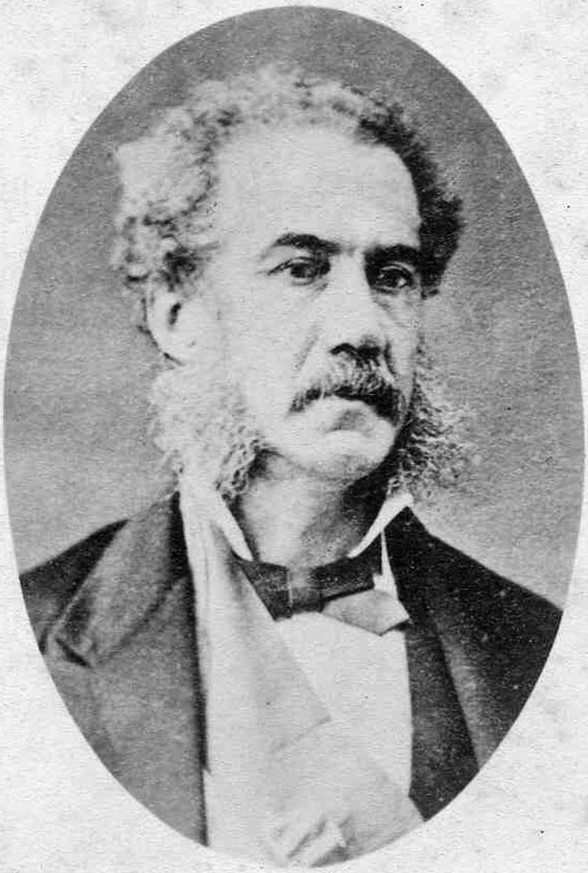
General Julián Trujillo Largacha.

El 29 de agosto llegaron refuerzos a Trujillo en su campamento de ‘’Los Chancos’’ mientras que llegaba desde Cartago un gran ejército rebelde al mando de Córdova al que se fueron sumando milicianos a lo largo de su marcha. El enfrentamiento, conocido como la batalla de Los Chancos fue la primera gran batalla de la guerra, en ella los liberales se impusieron y pasaron a dominar por completo Tolima. Ahí establecieron un gobierno provisorio para el estado dirigido por Aníbal Galindo.
A este éxito le siguió una triple ofensiva liberal contra Antioquia: por Manizales avanzó Trujillo con 7000 tropas, por la costa el Ejército del Atlántico con el general Fernando Ponce con 3000 hacia Zaragoza, y por vía del Fresno el Ejército del Occidente con el general Acosta con 6000 hombres. Mientras, el general Delgado perseguía con mil hombres a los restos de las tropas de Córdova, Trujillo encerraba al general Casabianca y 1400 rebeldes en las montañas entre Condina y Cartago.
Ante esto el ejército rebelde en retirada logró incorporarse el 12 de septiembre al grueso de las tropas antioqueñas. Con esto los conservadores se atrincheraron en las posiciones que les quedaban en Antioquia y Tolima con la intención de resistir el embiste de sus rivales.
Mientras Trujillo venció a las milicias conservadoras del sur del Cauca en El Tambo el día 10, continuando su avance. Al ver esto, de Villa organizó un ejército de 9000 hombres bien equipados y organizados para detener a los gubernamentales en los Manizales, a sus fuerzas se incorporaron los caucanos derrotados por Trujillo. Sus tropas se dividieron en dos: una al sur a detener a Trujillo y otra al centro de Tolima al mando del general Marceliano Vélez a La Garrapata.
El 14 de noviembre general Delgado tomo Pereira  mientras el general Camargo avanzó hasta la llanura de La Garrapata, a estos se les unieron los avances de los generales Trujillo y Bohórquez lo que llevó a que los conservadores fueran casi rodeados en La Garrapata por lo que la batalla era casi inevitable.

### Las guerrillas de Cundinamarca

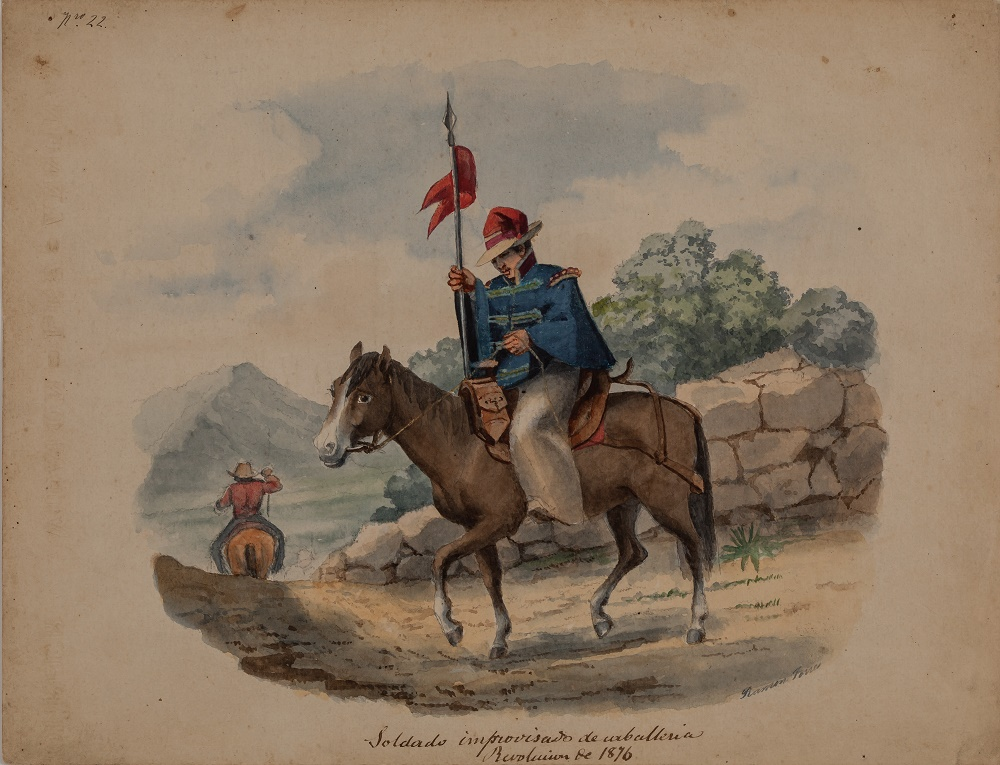
Soldado de caballería improvisado (1876) obra de Ramón Torres Méndez.

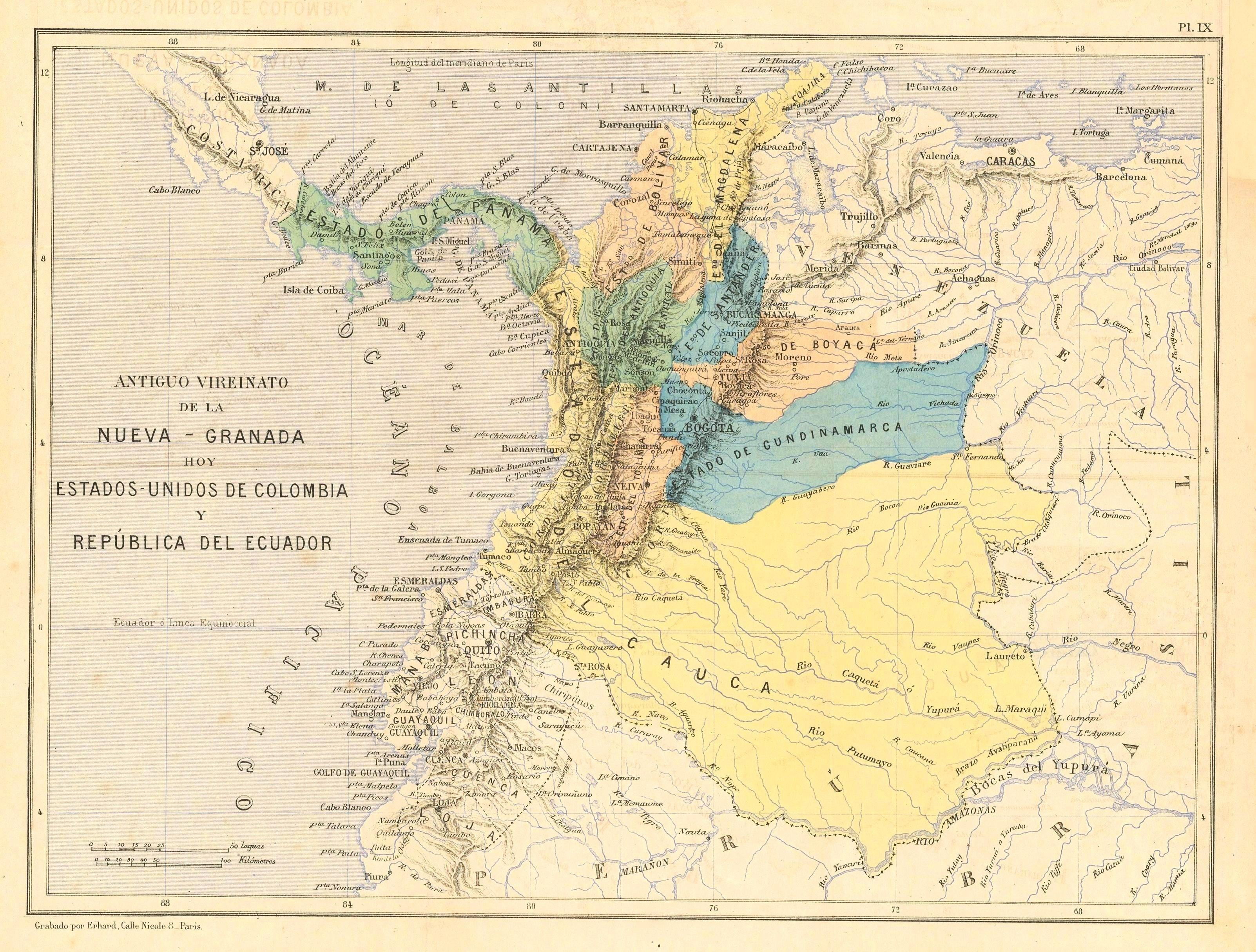
Mapa de los Estados Unidos de Colombia.

Las guerrillas de Cundinamarca, la de Guasca de Manuel Briceño con 2500 hombres y la de Mochuelo de Alejandro Posada con 700 intensificaron sus actividades desde fines de agosto. Se envió al general Sergio Camargo con 2400 infantes, 600 jinetes y dos cañones a enfrentar a la primera. Esta fuerza irregular respondió moviéndose por todo el estado siendo perseguida por el general Camargo reclutando campesinos, atacando pequeñas guarniciones gubernamentales. mientras el general Gabriel Reyes perseguía a las fuerzas de Posada.
El 21 de octubre Camargo reemplazo a Reyes en la persecución de los Mochuelos, logrando derrotarla en Tequendama, luego marchó contra Guasca, pero esto dio a Posada la oportunidad de recuperarse y volver a las andadas.
En él Estado Soberano de Boyacá surgieron algunas pequeñas guerrillas rurales con un millar de miembros en total, pero al poco tiempo fueron derrotadas y dispersadas. En el de Tolima aparecieron otro tanto, su aniquilamiento fue encargado a los generales Delgado y Antonio Dussán a los que se sumó Reyes, quienes tomaron uno por uno los focos de resistencia conservadora consolidando el dominio liberal del estado. Asimismo hubo alzamientos en la costa atlántica, estados de Panamá, Bolívar y Magdalena, de importancia vital por su control de las vías fluviales, los puertos y la comunicación con el resto del país. Esta región del país, a diferencia de otras, la influencia religiosa era menor por lo que fue bastante difícil para los conservadores reclutar hombres. Los gobiernos de los dos primeros se pronunciaron rápidamente a favor del gobierno federal y enviaron tropas contra Antioquia impidiendo a esta acceso a la costa.
El presidente de Magdalena, general Alejandro Ponce, comandante de las tropas en el Atlántico descubrió un complot para derrocarlo y que incluía a varios altos oficiales. Ponce actuó inmediatamente y lo desbarató, arrestando a los involucrados.
Tras reunirse el 10 de diciembre en Sopó, y viendo el éxito contra los intentos liberales por destruir las guerrillas de Guasca y Mochuelo decidieron invadir Santander y Boyacá con la intención de derrocar a sus gobiernos. Para eso reunieron más de 1600-1800 hombres y marcharon sobre Tunja, dejando cientos de hombres en Cundinamarca para distraer a sus enemigos.
Mientras el general Camargo regresaba a Bogotá para reunir fuerzas con las que enfrentar a estas milicias. Enterado del plan conservador, marchó a Zipaquirá para contarles el paso, llegando a dicha localidad el día 20. Sin embargo, los rebeldes pasaron y tras mes y medio de marcha llegaron a Boyacá y de ahí a Santander, reclutando soldados hasta alcanzar una fuerza de 4000 plazas. Siempre perseguidos por Camargo.
Para enfrentarlos, los liberales se organizaron en cuatro fuerzas para perseguirlos, acorralarlos y acabarlos: 600 hombres en Socorro al mando del coronel Ramón Rueda, 1100 en García Rovira dirigidos por el general Solón Wilches, 1200 en Pamplona, Chinacota y Cúcuta al mando de los coroneles Fortunato Bernal, Daniel Hernández, Ramón Peñafort y Salvador Vargas, y 2000 al mando de los generales Camargo y Gabriel Vargas Santos en Guanentá. Por otra parte el general Acosta estaba al mando de las operaciones en Tolima y Trujillo en Cauca a la espera de refuerzos.
Este nuevo ejército conservador, al mando de Antonio Valderrama, se ubicó cerca de Pamplona, en un sitio llamado La Donjuana, lo que motivo al general Camargo a continuar su cacería. El 24 de enero de 1877 llegó a la urbe, donde se les sumaron las tropas de Wilches y Bernal. Los liberales iniciaron un avance coordinado desde varios puntos contra las posiciones enemigas, fuertemente defendidas, lo que resultó un completo éxito (26-27 de enero). Camargo persiguió a los rebeldes hasta Cúcuta, ciudad que ocupó el día 29, momento en que fue reemplazado por Wilches que siguió la persecución, la que finalmente giro de vuelta a Pamplona y posteriormente en Mutiscua donde el 14 de febrero se produjo un breve combate con la total victoria de las fuerzas federales.
Las tropas rebeldes del centro del país estaban totalmente vencidas, sus miembros tomaron distintos caminos, algunos se entregaron y/o partieron al exilio en Venezuela, otros se desmovilizaron y otros volvieron simplemente a sus hogares. Las operaciones conservadoras en Cundinamarca, Boyacá y Santander disminuyeron considerablemente y solo quedaron pequeños focos en el resto del conflicto. Esto se debió al convenio celebrado en Santander el 14 de diciembre de 1876, que daba amnistía a todos los rebeldes que depusieran las armas, proceso abierto hasta el 10 de marzo del año siguiente por el presidente Parra que desde entonces solo permitió la amnistía por orden presidencial directa.
En tanto, las fuerzas guerrilleras que quedaron en Cundinamarca sin sus principales comandantes, lo que significó la pérdida de su unidad, su consecuente debilitamiento y final desaparición. Sin embargo, durante un largo período de tiempo continuaron sembrando la inseguridad en los caminos y campos de la región.

### Ofensiva gubernamental

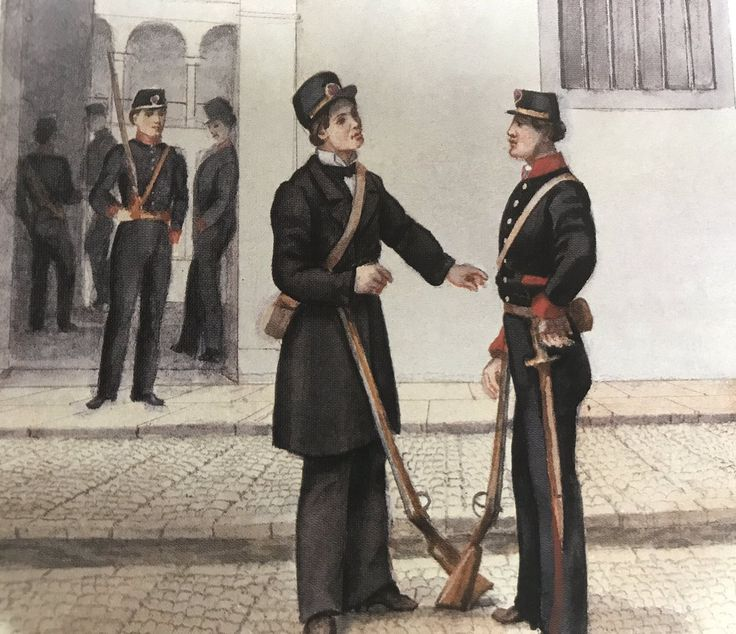
Uniformes de los batallones cívicos y alcanfor del gobierno liberal (1876) obra de Ramón Torres Méndez.

Con la guerra en su clímax los conservadores lanzaron una ofensiva con la esperanza de llegar al interior del país en respuesta al mencionado avance liberal contra Antioquia, esto llevaría a la decisiva batalla de La Garrapata (19-22 de noviembre).
La batalla terminó en un punto muerto y ambos bandos acordaron una tregua el 22 de noviembre. Los conservadores habían sido impedidos de entrar al centro del país pero al contar con importante apoyo y muchos recursos decidieron continuar la guerra lanzando nuevas ofensivas con la intención de recuperar terreno.
Los rebeldes se reagruparon en Chuchilla del Tambo, en San Juan de Pasto, 1600 hombres al mando de Juan Cajiao y Miguel Villota. En respuesta una columna gubernamental de 1700 soldados al mando del general José Sánchez fue enviada a tomar la posición, cosa que logró el 29 de noviembre tras siete días de intensos combates. Tras esto Sánchez se dirigió a Popayán. Los vencidos fueron a Pasto y desde ahí algunos escaparon a Ecuador. Otros, dirigidos por Carlos Patiño, atacaron Santiago de Cali, urbe que capturaron el 19 de diciembre, ahí se atrincheraron en los principales edificios del centro. Sin embargo, esta fue recuperara por el general liberal David Peña el día 24.

### Rebelión en Magdalena
El 7 de febrero el senador y general Felipe Farias se sublevó en San Juan de César. La respuesta federal no se hizo esperar, al mando del general Fernando Ponce 1200 soldados partieron de Puerto Salgar el día 21, dos días después desembarco en Punta Montoya y posteriormente ocupó Riohacha. Mientras el general Camargo, dejó sus operaciones en el centro llegó a Mompós y de ahí marchó a Barranquilla donde derrotó a los sublevados (que sumaban apenas 1200 hombres).  El 18 de abril llegó a Riohacha victorioso.
Farias se sometió el 25 de mayo  al presidente de Magdalena a cambio de una amnistía general para él y sus seguidores.

### Sometimiento de Antioquia
Frente a la inacción de los liberales Acosta y Trujillo los generales rebeldes Córdova y Arboleda aprovecharon de tomar nuevas posiciones en Tolima pero en febrero, con el centro del país en relativa calma los esfuerzos federales se dirigieron a acabar con la sublevación en el sur.
Por esto el general Acosta reunió sus tropas, unas 2800, y partió de Aguabonita a Soledad. En respuesta el gobierno de Antioquia envió 1500 hombres al mando de Alejandro Restrepo a negarles el paso en un sitio llamado Yolombal. Los liberales decidieron atacar sus posiciones en el pueblo de El Palmichal el 2 a 3 de marzo, siendo vencidos, regresando a Aguabonita cuatro días después.
Mientras que esto sucedía el 10 de marzo los liberales lanzaron una ofensiva en el Cauca tomando el Arenillo. El 24 del mismo mes el general Joaquín María Córdova partió de Manizales con la intención de invadir Cauca. Al día siguiente se enfrentó cerca del Arenillo con el general federal Miguel Bohórquez siendo vencido y forzado a volver a Manizales.
Manizales era una ciudad rodeada de escarpadas montañas y ríos torrentosos, fácilmente defendible y vía obligada para viajar entre Antioquia y Cauca. El general conservador Vélez planeaba reunir a la guarnición local la mayor parte de sus tropas y juntar unos 8000 hombres con los cuales plantear batalla campal a Trujillo, pero este enterado del plan enemigo decidió apurar su marchar y asediar la ciudad antes de que llegaran los refuerzos.
El 22 de marzo Trujillo lanzó un ataque contra las posiciones conservadoras cercanas a la ciudad, tomándolas y de este modo rodeando el lugar. Al no tener posibilidades de escape ni de resistir, el presidente de Antioquia, Silverio Arango, se rindió en la madrugada siguiente en un sitio denominado ‘’San Antonio’’.  La administración del estado quedó en manos de Trujillo quien organizó un gobierno provisional que tomo funciones el 10 de abril, el 11 de abril también se llegó a un acuerdo en Tolima, entre el general Didacio Delgado y Antonio Cuervo y finalmente el día 18 se declaró una amnistía general para todo rebelde que depusiera las armas en un cierto plazo de tiempo, variable según el estado.
Trujillo avanzó con sus tropas al interior del estado, ocupó Rionegro el 18 de abril y el 22 Medellín donde fue recibido con celebraciones.

### Final de la guerra
Tras la capitulación de San Antonio el grueso de las fuerzas rebeldes se rindieron pero quedaron operando guerrillas y grupos de renegados en toda Colombia. Estas continuaron con sus tácticas que les dieron tanto éxito en el pasado, pero los liberales estaban decididos a acabarlos, desplegaron gran número de tropas, ubicando los escondites de estas y atacándolas o emboscándolas mientras marchaban. Tras muchas derrotas las guerrillas empezaron a desmovilizarse una por una a finales de abril o simplemente se dispersaron y dejaron de operar.
La última gran batalla de la guerra se libró en el Cocuy el 27 de abril cuando 1600 rebeldes atacaron el lugar, siendo expulsados por 900 soldados dirigidos por los generales Pedro Flores y Vargas Santos.
Entre mayo y junio la situación empezó a volver a la normalidad y se empezaron a levantar algunos decretos y excepciones hechas durante la guerra. El 6 de julio se declaró una amnistía general para todo aquel que se rindiera en los siguientes seis días, excepto a oficiales, obispos y clérigos que participaron en la rebelión. Se limitó el tamaño de su ejército a 4500 efectivos, se dio libre paso y se terminó con el toque de queda. Finalmente el 19 de octubre el Congreso de Colombia volvió a tener sesiones normales.

## Consecuencias
Se llegó al Acuerdo de Manizales, con el triunfo del Gobierno radical del presidente Parra y de las fuerzas gubernamentales comandadas por el general Trujillo. En 1877 fue nombrado Jefe Civil y Militar y Presidente del Estado Soberano de Antioquia, con el fin de dominar esa región conservadora. Terminada la contienda militar con el triunfo del gobierno radical y el carisma caudillista del general Trujillo, reconocido por sus méritos a nivel nacional, se produjo la división política entre los liberales radicales y los liberales independientes.
Como represalia por el respaldo del clero a la rebelión conservadora, desterró a los obispos de Pasto, Popayán, Santa Fe de Antioquia y Medellín.
En 1878, el político cartagenero Rafael Núñez canalizó el movimiento de la Regeneración, que cambió la situación política colombiana a finales del siglo XIX.